# What’s My Favorite Word?
What’s My Favorite Word? – czternasty studyjny album amerykańskiego rapera Too $horta. Pojawił się w sprzedaży w 2002 roku.

## Lista utworów
1. Triple X
2. Get That Cheese  (feat. Roger Troutman Jr.)
3. That’s Right
4. The Old Fashioned Way
5. Quit Hatin’ Pt. 1  (feat. Twista, V White, & Lil Jon & the East Side Boyz)
6. Quit Hatin’ Pt. 2  (feat. Pimp C & Lil Jon & the East Side Boyz)
7. Lollypops
8. Female Players
9. Cali-O  (feat. E-40, B-Legit, Ant Banks & Dwayne Wiggins)
10. Pimp Life  (feat. Devin the Dude, Bun B, & Big Gipp)
11. Call It Gangster  (feat. Petey Pablo & Dolla Will)
12. Set Up
13. She Loves Her
14. The Movie  (feat. George Clinton)